# Однажды (фильм, 2007)
«Однажды» (англ. Once) — арт-хаусный музыкальный фильм, снятый в 2007 году ирландским режиссёром Джоном Карни. Обладатель премии «Оскар» (2008) в номинации «Лучшая песня к фильму».

## Сюжет
Он (в титрах обозначенный как «Парень», Глен Хансард) — уличный музыкант, который играет и поёт на улицах Дублина. Она (в титрах обозначенная как «Девушка», Маркета Ирглова) — чешская иммигрантка, зарабатывающая себе на жизнь продажей цветов и уборкой домов. Однажды, во время его очередного ночного выступления на улице, его музыка привлекла её внимание. Несмотря на его явную досаду, она начинает спрашивать его о песнях и выясняет, что он днём ещё чинит пылесосы в магазине его отца. Она настаивает, чтобы он починил её сломанный пылесос.
На следующий день она приносит свой пылесос, а он просит пойти с ним обедать. Она говорит, что она тоже музыкант, чем заинтересовала его. Он просит сыграть для него и после обеда они отправляются в музыкальный магазин, где она регулярно играет на пианино. Он учит её играть одну из своих песен («Falling Slowly») и когда они играют и поют её вместе, между ними возникает первая романтическая связь. Потом он предлагает ей поехать в магазин его отца. Пока они едут на автобусе, она спрашивает, кому посвящены его песни, и он поёт, отвечая на её вопросы: давным-давно у него была девушка, которая ему изменила и теперь его сердце разбито («Broken Hearted Hoover Fixer Sucker Guy»). В магазине Девушка знакомится с отцом Парня (Bill Hodnett), который не так доволен музыкальным талантом своего сына. Парень приглашает её в свою комнату на верхнем этаже, но потом предлагает ей остаться на ночь, и она, обидевшись, уходит.
На следующий день Парень находит её и извиняется, они быстро мирятся. Вечером, когда он провожает её домой, она предлагает ему зайти. Там он знакомится с её матерью и узнаёт, что у Девушки есть ребенок — дочь Ивонка. Девушка говорит, что отец ребенка не живёт с ними. Тем же вечером, Парень предлагает Девушке написать стихи к его музыке и она с радостью соглашается. В ту же ночь она сочиняет буквально на ходу песню («If you Want Me»).
Парень пишет песню о своей бывшей девушке, которая переехала в Лондон («Lies»). Вскоре он и сам решает переехать в Лондон, но до этого хочет сделать качественную запись некоторых своих песен. Он предлагает Девушке записать песни вместе, на что она с удовольствием соглашается. У них получилось взять кредит в банке, чтобы снять студию звукозаписи на выходные. На улице они находят трёх парней, которые также являются музыкантами. Парень предлагает им играть с ним и помочь в записи демо и они также принимают его предложение. Девушка проводит вечер в компании Парня, который исполняет песню («Gold») с двумя другими гитаристами.
На следующий день Парень приглашает Девушку на прогулку на мотоцикле. Во время прогулки он узнаёт о том, что Девушка замужем и что муж и отец Ивонки живёт в Чешской Республике. Потом Парень спрашивает:
— Как сказать по-чешски… «Ты его любишь?»

— Milujеš ho?

— Milujеš ho… Ну так… Miljuеš ho?

— Miluji tebe.
Что значит «Я люблю тебя». Он же, не зная чешского языка не понимает этой фразы, а она не говорит её значение.
Начинается запись в студии и они с первой же песни («When Your Mind’s Made Up») впечатляют своим талантом студийного инженера, который помогает им в записи. В перерыве между записью Девушка находит пустую комнату с пианино и наконец играет для Парня одну из своих песен («The Hill»), но не заканчивает её, так как её переполняет грусть. Парень предлагает ей поехать с ним в Лондон, но Девушка отказывается, так как не может бросить маму и дочь одних.
Когда запись демо окончена, Парень предлагает Девушке провести с ним его последнюю ночь в Дублине, но она отказывается, говоря, что «они просто переспят, а это того не стоит». Но она всё же соглашается встретиться с ним до его отъезда. Но она так и не приходит к нему.
Утром он проигрывает демо своему отцу и тот остаётся в полном восторге от услышанного. Он даёт Парню деньги на жизнь в Лондоне. До того, как отправиться в аэропорт, Парень звонит своей бывшей девушке и говорит, что переезжает. Она очень рада это слышать и говорит, что скучает по нему. Потом он заходит к Девушке, но не застает её дома. Он пытается отыскать её на улицах, но так и не находит. Тогда он заходит в магазин, где они первый раз играли вместе и покупает для неё пианино. Девушка получает его только после того, как Парень уже улетел в Лондон. Её муж возвращается в Дублин и они снова начинают жить вместе. Но ясно, что то короткое время, которое были знакомы Парень и Девушка, навсегда оставило отпечаток в их сердцах.

## В ролях
- Парень — Глен Хансард
- Девушка — Маркета Ирглова
- Отец Парня — Билл Ходнетт
- Мама Девушки — Данус Ктрестова
- Эамон (инженер в студии) — Джофф Миноуг
- Барабанщик — Хью Уолш
- Гитарист — Джерри Хендрик
- Басист — Алистер Фоули
- Бывшая девушка — Марселла Планкетт
- Дочь Ивонка — Кейт Хоф
- Муж Девушки — Сенан Хоф
- Банковский менеджер — Шон Миллер
- Певцы на вечеринке:

Кэтрин Хансард
Пит Шорт
Фергус О’Фэррелл
- Парни, смотрящие телевизор:

Вилтольд Овски
Кшиштоф Тётка
Томек Гловацки
Аттила Ковач
- Женщина в автобусе — Мэри Уолш
- Билл — Мел Уайт
- Наркоман — Даррен Хили
- Боб — Нил Клири

## Саундтрек
1. Глен Хансард и Маркета Ирглова: «Falling Slowly» (Хансард/Ирглова) — 4:04 

2. Ирглова и Хансард: «If You Want Me» (Ирглова) — 3:48 

3. Хансард: «Broken Hearted Hoover Fixer Sucker Guy» — 0:53 

4. Хансард и Ирглова: «When Your Mind’s Made Up» — 3:41 

5. Хансард и Ирглова: «Lies» — (Хансард/Ирглова) — 3:59 

6. Хансард: «Gold» (Fergus O’Farrell) — 3:59 

7. Ирглова: «The Hill» (Ирглова) — 4:35 

8. Хансард: «Fallen from the Sky» — 3:25

9. Хансард: «Leave» — 2:46

10. Хансард: «Trying to Pull Myself Away» — 3:36

11. Хансард: «All the Way Down» — 2:39

12. Хансард и Ирглова: «Once» — 3:39

13. Хансард: «Say It to Me Now» — 2:35

## Награды и номинации
- 2007 — приз зрительских симпатий кинофестиваля «Санденс» в категории «Мировое кино — драма».
- 2007 — приз зрительских симпатий Дублинского кинофестиваля.
- 2007 — приз молодёжного жюри Гентского кинофестиваля.
- 2007 — номинация на премию британского независимого кино за лучший зарубежный независимый фильм.
- 2007 — попадание в список лучших независимых фильмов года по версии Национального совета кинокритиков США.
- 2007 — номинация на премию «Спутник» за лучшую песню к фильму («If You Want Me», музыка и слова — Глен Хансард и Маркета Ирглова).
- 2008 — премия «Оскар» за лучшую песню к фильму («Falling Slowly», музыка и слова — Глен Хансард и Маркета Ирглова).
- 2008 — премия «Независимый дух» за лучший зарубежный фильм (Джон Карни).
- 2008 — номинация на премию «Империя» за лучший саундтрек.
- 2008 — две номинации на премию «Грэмми»: лучший альбом-саундтрек (Глен Хансард и Маркета Ирглова), лучшая песня к фильму («Falling Slowly», музыка и слова — Глен Хансард и Маркета Ирглова).
- 2008 — две номинации на премию Лондонского кружка кинокритиков: лучший британский фильм года, британский прорыв года (Джон Карни).

## Интересные факты
- Режиссёр и сценарист фильма Джон Карни с 1991 по 1993 год был бас-гитаристом группы «The Frames», фронтменом которой является Глен Хансард.
- Главные роли в фильме исполняют не профессиональные актёры, а профессиональные музыканты, и исполняют они собственные песни
- Фильм послужил началом настоящего романа между Хансардом и Иргловой, хотя знакомы они были много лет. В 2009 году пара рассталась.
- История фильма разворачивается в родном городе Джона Карни — Дублине.
- Фильм сняли очень быстро, всего за пару недель, с помощью двух цифровых камер.